# Shizuoka

Shizuoka (静岡市 Shizuoka-shi?) este un municipiu din Japonia, centrul administrativ al prefecturii Shizuoka.